# Pieve di Oggiono
La pieve di Oggiono o pieve di Sant'Eufemia di Oggiono (in latino Plebis Oggionensis o Plebis Sanctae Euphemiae Oggionensis) era il nome di un'antica pieve dell'arcidiocesi di Milano e del ducato di Milano con capoluogo Oggiono. 
Il santo patrono era sant'Eufemia a cui è ancora oggi dedicata la chiesa prepositurale di Oggiono.

## Storia
La prima attestazione documentaria ascrivibile alla costituzione della pieve di Oggiono risale al 1192 quando viene indicato un prete Gualderico come canonico ad Oggiono ma dislocato ad Arosio: a quell'epoca, dunque, si conduceva già vita canonicale in paese. La prova di questo ci perviene da Goffredo da Bussero che nel XIII secolo nel suo Liber Notitiae Sanctorum mediolanensis la cita come ricca e copiosa nel lecchese.  Il primo arciprete residente ad aggiono è invece citato in un documento di papa Innocenzo IV datato 1247. Come nel caso di altre pievi lombarde, la fase di prosperità, iniziò il proprio decadimento con l'inizio della struttura vicariale diffusasi dal concilio di Trento, funzione che andò a sostituirsi quasi completamente al ruolo effettivo della pieve. Nel 1564 la pieve era retta da un collegio di un prevosto e quattro sacerdoti, due in meno rispetto a rispetto a quanti erano nel 1455.
Col Rinascimento la pieve assunse anche una funzione amministrativa civile come ripartizione locale della provincia del Ducato di Milano, al fine di ripartire i carichi fiscali e provvedere all'amministrazione della giustizia sotto la guida di un consiglio generale.
Dal punto di vista civile, la pieve amministrativa fu oggetto di un esperimento riformatore di stampo illuminista da parte dell'Imperatore Giuseppe II, che nel 1786 la incluse nella provincia di Como, provvedimento però cancellato dopo soli cinque anni dal fratello Leopoldo II, imperatore ben più conservatore. La pieve fu poi soppressa nel 1797 in seguito all'invasione di Napoleone e alla conseguente introduzione più moderni distretti che tuttavia furono molto effimeri, tanto che nel 1801 il territorio plebaneo confluì nella nuova amministrazione provinciale comasca.
Dal punto di vista religioso, nel tempo molte chiese plebane divennero sede di parrocchie, come Imberido nel 1853, sino al 1972 quando anche la pieve di Oggiono venne soppressa coi decreti voluti dall'arcivescovo milanese Giovanni Colombo, che la istituì però sede di uno dei moderni decanati. Oggi il suo vecchio territorio ricade sotto il decanato di Oggiono e comprende 10 parrocchie, distinguendosi come una delle più piccole pievi dell'area lombarda.

## Territorio
Nella seconda metà del XVIII secolo, il territorio della pieve era così suddiviso:
| Pieve civile                               | Pieve ecclesiastica                        |
| Comune di Oggiono Comune di Imberido       | Parrocchia prepositurale di Sant'Eufemia   |
| Comune di Annone                           | Parrocchia della Beata Vergine del Rosario |
| Comune di Civate                           | Parrocchia dei Santi Vito e Modesto        |
| Comune di Dolzago                          | Parrocchia dell'Assunta                    |
| Comune di Ello                             | Parrocchia di Sant'Antonio                 |
| Comune di Garbagnate Monastero con Brongio | Parrocchia di San Bernardo                 |
| Comune di Molteno                          | Parrocchia di San Giorgio                  |
| Comune di Sirone                           | Parrocchia di San Carlo                    |
| Comune di Vergano                          | Parrocchia dei Santi Pietro e Paolo        |